# Freudenthal (Kreis Heiligenbeil)
Freudenthal war ein Ort im Kreis Heiligenbeil in Ostpreußen. Seine Ortsstelle befindet sich heute im Munizipalkreis Rajon Bagrationowsk (Stadtkreis Preußisch Eylau) in der Oblast Kaliningrad (Gebiet Königsberg (Preußen)) Russlands.

## Geographische Lage
Die Ortsstelle Freudenthals liegt zwei Kilometer nördlich der Staatsgrenze zur polnischen Woiwodschaft Ermland-Masuren (südliches Ostpreußen) im Südwesten der Oblast Kaliningrad, 13 Kilometer östlich der früheren Kreisstadt Heiligenbeil (russisch Mamonowo) bzw. 33 Kilometer westlich der heutigen Rajonshauptstadt Bagrationowsk (deutsch Preußisch Eylau).

## Geschichte
Im Jahre 1406 wurde das damalige Adlig Freudenthal erstmals urkundlich erwähnt. Im Jahre 1874 kam der Ort als Gutsbezirk Freudenthal zum neu errichteten Amtsbezirk Deutsch Thierau (russisch Iwanzowo) im ostpreußischen Kreis Heiligenbeil. 1910 zählte der Gutsort 82 Einwohner.
Im Frühjahr 1928 vergrößerte sich Freudenthal um den Ort Vorder Freudenthal, der bisher zur Landgemeinde Deutsch Bahnau (russisch Selenodolskoje) gehörte, und am 30. September 1928 schloss sich der Gutsbezirk Freihof mit dem Gutsbezirk Freudenthal zur neuen Landgemeinde Freudenthal zusammen. 126 Einwohner zählte die auf diese Weise neu formierte Gemeinde im Jahre 1933, im Jahre 1939 waren es 122.
Mit dem gesamten nördlichen Ostpreußen kam Freudenthal 1945 in Kriegsfolge zur Sowjetunion. Kurz danach verliert sich die Spur des Ortes, der wohl wegen seiner Grenzlage nicht wieder besiedelt wurde und dann als untergegangen galt. Seine Ortsstelle gehört jetzt zum Rajon Bagrationowsk (Stadtkreis Preußisch Eylau) in der Oblast Kaliningrad (Gebiet Königsberg (Preußen)) der Russischen Föderation.

## Religion
Freudenthal war bis 1945 in das Kirchspiel der evangelischen Kirche Deutsch Thierau (russisch Iwanzowo) in der Kirchenprovinz Ostpreußen der Kirche der Altpreußischen Union eingegliedert.

## Verkehr
Die Ortsstelle Freudenthals liegt heute an einer Straße, die von Kornewo (Zinten) nach Pogranitschny (Hermsdorf) führt und dann als Landweg durch das Grenzgebiet zu den jetzt untergegangenen Orten Vorder Freudenthal und auch Iwanzowo (Deutsch Thierau) bis zum heutigen russisch-polnischen Grenzübergang Mamonowo II/Grzechotki (Heiligenbeil/Rehfeld) verläuft.